# Clan dei Cursoti
Il clan dei Cursoti è un'organizzazione criminale, originaria della città di Catania, che prende il nome dalla zona dell’Antico Corso, luogo di origine della maggior parte degli affiliati. È divenuto noto negli anni '70-'80 per aver avuto basi logistiche ed operative in Nord Italia (Milano e Torino, specialmente), smantellate con i pentimenti di Salvatore Parisi (operante a Torino) e Angelo Epaminonda detto il Tebano (operante a Milano).

## Struttura
Il clan dei Cursoti è diviso in due fazioni, storicamente in lotta tra loro:
- la prima, detta dei Cursoti milanesi perché dispone di un nutrito gruppo di soggetti già operanti a Milano, un tempo coagulata attorno ai boss Luigi "Jimmy" Miano e Angelo Epaminonda detto il Tebano. In questo momento risulta legata da alleanza ai clan Cappello, Sciuto-Tigna e Piacenti detti Ceusi. Il clan è attualmente guidato dai fratelli Francesco e Carmelo Di Stefano, nominati reggenti direttamente da Nuccio Miano a seguito della morte del fratello Jimmy, deceduto nel 2005[2];
- la seconda, detta dei Cursoti catanesi, era guidata da Giuseppe Garozzo detto Pippo 'u maritatu, saldamente legato al clan storicamente capeggiato da Santo Mazzei detto 'u Carcagnusu[3].

## Storia
Negli anni ’70 a Catania i maggiori esponenti della criminalità organizzata, che operavano anche al Nord Italia, decisero di “consorziarsi” per contrastare lo strapotere della famiglia di Cosa Nostra capeggiata da Giuseppe Calderone e Benedetto Santapaola che, insieme al fratello Nino (detto Ninu 'u Pazzu), ordinò una serie di omicidi: furono eliminati alcuni criminali che avevano avuto la “colpa” di rapinare ed estorcere alcuni imprenditori che avevano la “protezione" di Cosa nostra catanese. Gli avversari di Santapaola erano Santo Mazzei (U Carcagnusu), Giuseppe Garozzo (U Maritatu), Antonio Miano (Nuccio) e Luigi Miano (Jimmy). I summit avvenivano nel rione Antico Corso, da qui il loro nome di Cursoti. La cosca aveva cellule criminali anche a Milano e Torino. Come capo del clan fu scelto, Corrado Manfredi. Gli investigatori del tempo descrivono Manfredi come un “personaggio non di altissimo spessore criminale ma capace di dare forma al gruppo criminale”.
Negli anni '70 e '80 i Cursoti furono i protagonisti della cronaca nera di molti quotidiani del Nord Italia: Catania, Torino e Milano vennero insanguinate da numerosi omicidi e i gruppi di fuoco dei Cursoti furono chiamati gli “Indiani”, guidati da Angelo Epaminonda, che nel 1979 si resero responsabili della celebre strage di Via Moncucco a Milano, al ristorante "La strega", in cui finirono uccise otto persone. Il 10 novembre 1979, all'altezza del casello autostradale di San Gregorio di Catania, un commando dei Cursoti massacrò i tre carabinieri Giovanni Bellissima, Salvatore Marrara e Salvatore Bologna, che stavano scortando il detenuto Angelo Pavone (detto "Faccia d'angelo"), affiliato al clan Mazzei, rapito e poi fatto ritrovare ucciso undici giorni dopo. Il 15 gennaio del 1982 il bersaglio fu Manfredi: venne freddato all'albergo Canova di Milano dagli "Indiani" di Epaminonda perché si stava legando troppo al loro acerrimo nemico Santapaola. L'omicidio creò delle tensioni tra i boss che ambivano a diventare il nuovo capomafia. A quel punto il “consorzio criminale” si sgretolò e nacquero tre gruppi criminali operanti ancora oggi: i “Carcagnusi” capeggiati da Santo Mazzei, i “Cursoti catanesi” con la leadership di Giuseppe Garozzo e i “Milanesi” con i boss Antonio “Nuccio” Miano e il fratello Luigi “Jimmy” Miano.
Nel 1984, Epaminonda venne catturato grazie alle indicazioni del suo ex gregario Salvatore Parisi (sicario dei Cursoti torinesi divenuto collaboratore di giustizia) e anche lui iniziò a collaborare con il giudice Francesco Di Maggio: le rivelazioni di Epaminonda produssero il maxi-blitz del 19 febbraio 1985 con più di 179 mandati di cattura, cui seguì un maxiprocesso (il primo celebrato a Milano) che si concluse con pesanti condanne. Nello stesso anno le dichiarazioni di Parisi portarono a quattrocento mandati di cattura eseguiti tra Sicilia, Piemonte e Lombardia, che indussero molti degli arrestati (tra cui i fratelli Roberto e Francesco Miano, capi dell'ala torinese dei Cursoti soprannominata giornalisticamente "clan dei catanesi") a collaborare con la giustizia: sulla base delle rivelazioni di questi "pentiti", la magistratura torinese istruì un maxiprocesso con 198 imputati durato diciannove mesi, nel quale molti furono condannati all'ergastolo. La collaborazione con la giustizia di Francesco Miano consentì anche di individuare i responsabili dell'omicidio del procuratore Bruno Caccia, assassinato dalla 'ndrangheta il 26 giugno 1983.
Nel 1991 scoppiò una violenta faida, che vide contrapposti da un lato i Cursoti catanesi, guidati da Giuseppe Garozzo e da Santo Mazzei e appoggiati dal clan Laudani (e quindi dai Santapaola, Ferrera, Ercolano e dai Malpassoti), e dall’altro i milanesi, facenti capo a Jimmy Miano e supportati dal clan Cappello: la guerra causò oltre 1.000 omicidi in circa cinque anni nella città di Catania.. Nel 1992 Mazzei divenne a tutti gli effetti membro di Cosa Nostra su interessamento di Totò Riina e Leoluca Bagarella, che gli diedero supporto logistico per assassinare Alfio Trovato, braccio destro di Jimmy Miano a Milano. A ottobre dello stesso anno, su ordine di Riina e Bagarella, Mazzei sistemò nel Giardino di Boboli a Firenze un pezzo di artiglieria, che non esplose ma che rappresentò per la Corte di Assise di Firenze – che nel giugno del 1998 giudicò il gotha di Cosa nostra – “preludio in tono minore della campagna stragista del '93” 
Il 17 ottobre 1993 l'inchiesta del GICO della Guardia di Finanza, coordinata dalla Direzione distrettuale antimafia di Firenze, portò all'arresto di Jimmy Miano ed altri appartenenti alla banda dei Cursoti milanesi, che avevano la loro base operativa presso l'autoparco di via Oreste Salomone a Milano, dove gestivano imponenti traffici di armi e droga insieme ad esponenti della Stidda di Gela attraverso anche la corruzione di appartenenti delle forze dell'ordine. L'inchiesta del GICO causò scalpore perché uno dei "pentiti" che contribuirono all'indagine, Salvatore Maimone, accusò tre poliziotti e alcuni magistrati del pool di "Mani pulite" (Alberto Nobili, Armando Spataro e Antonio Di Pietro) di aver "coperto" le attività dell'autoparco in cambio di soldi e regali, accuse che si rivelarono poi infondate.